# 뵈레크
뵈레크(튀르키예어: börek)는 "필로" 또는 "유프카"라 불리는 얇은 페이스트리 반대기에 짭조름한 소를 넣어 만든 음식이다. 튀르키예를 비롯한 중동과 캅카스, 발칸반도 등지에서 즐겨 먹는다. 오스만 요리에서 발전했다.

## 이름
- 그리스: 부레키(그리스어: μπουρέκι)
- 리비아: 부리크(리비아 아랍어: بوريك)
- 몬테네그로·보스니아 헤르체고비나·북마케도니아·세르비아·슬로베니아·코소보·크로아티아: 부레크(마케도니아어·세르비아어: бурек, 보스니아어·슬로베니아어·크로아티아어: burek)
- 몰도바: 부레키우셰(루마니아어: burechiușe)
- 불가리아: 뷰레크(불가리아어: бюрек)
- 아르메니아: 뵤레크(아르메니아어: բյորեկ)
- 아제르바이잔: 피로그(아제르바이잔어: piroq)
- 알바니아: 뷔레크(알바니아어: byrek)
- 알제리: 부레크(알제리 아랍어: بوراك)
- 이스라엘: 부레카스(히브리어: בורקס), 부레카(라디노어: bureka)
- 튀니지: 브리크(튀니지 아랍어: بريك)
- 튀르키예: 뵈레크(튀르키예어: börek), 보레그(쿠르드어: boreg)

## 지역별 뵈레크

### 튀르키예
- 귈 뵈레크(gül böreği)
- 라즈 뵈레크(laz böreği)
- 마라시 뵈레크(Maraş böreği)
- 무스카 뵈레크(muska böreği)
- 사르예르 뵈레크(Sarıyer böreği)
- 수 뵈레크(su böreği)
- 시가라 뵈레크(sigara böreği)
- 치 뵈레크(çi börek)
- 카이타즈 뵈레크(kaytaz böreği)
- 콜 뵈레크(kol böreği)
- 퀴르트 뵈레크(kürt böreği)
- 탈라슈 뵈레크(talaş böreği)
- 텝시 뵈레크(tepsi böreği)
- 파창가 뵈레크(paçanga böreği)

## 사진

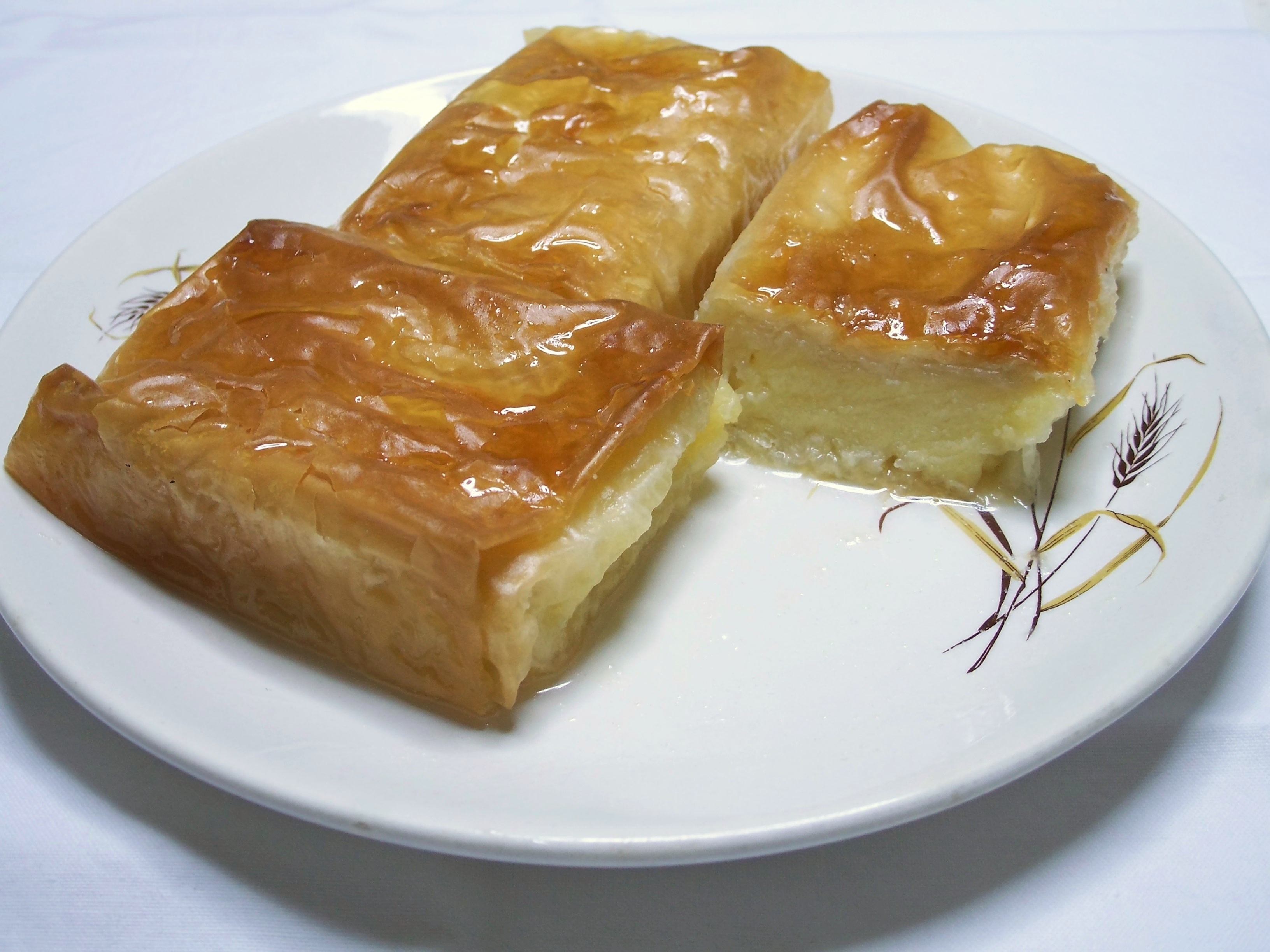
갈락토부레코 (그리스)
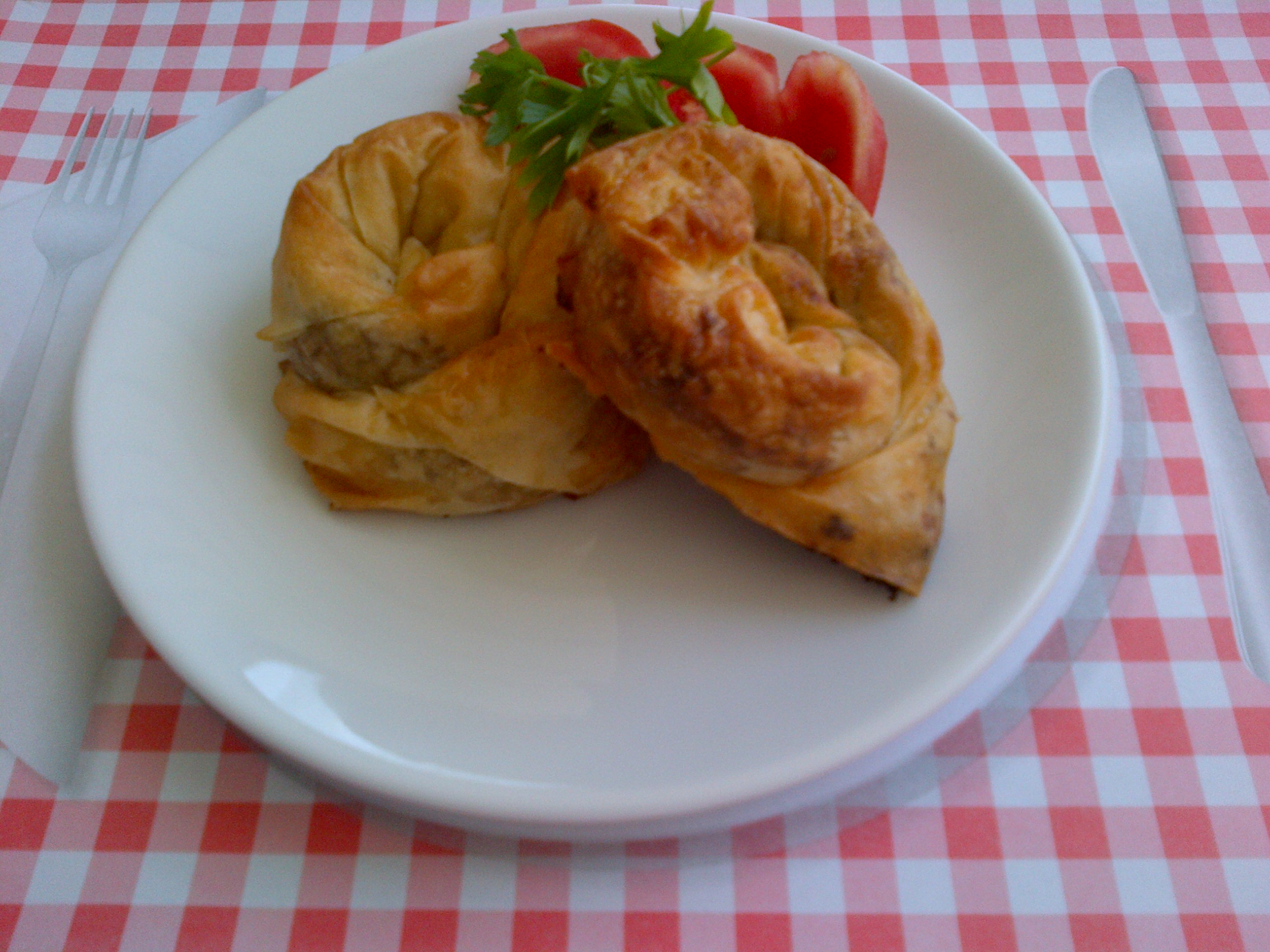
귈 뵈레크 (튀르키예)
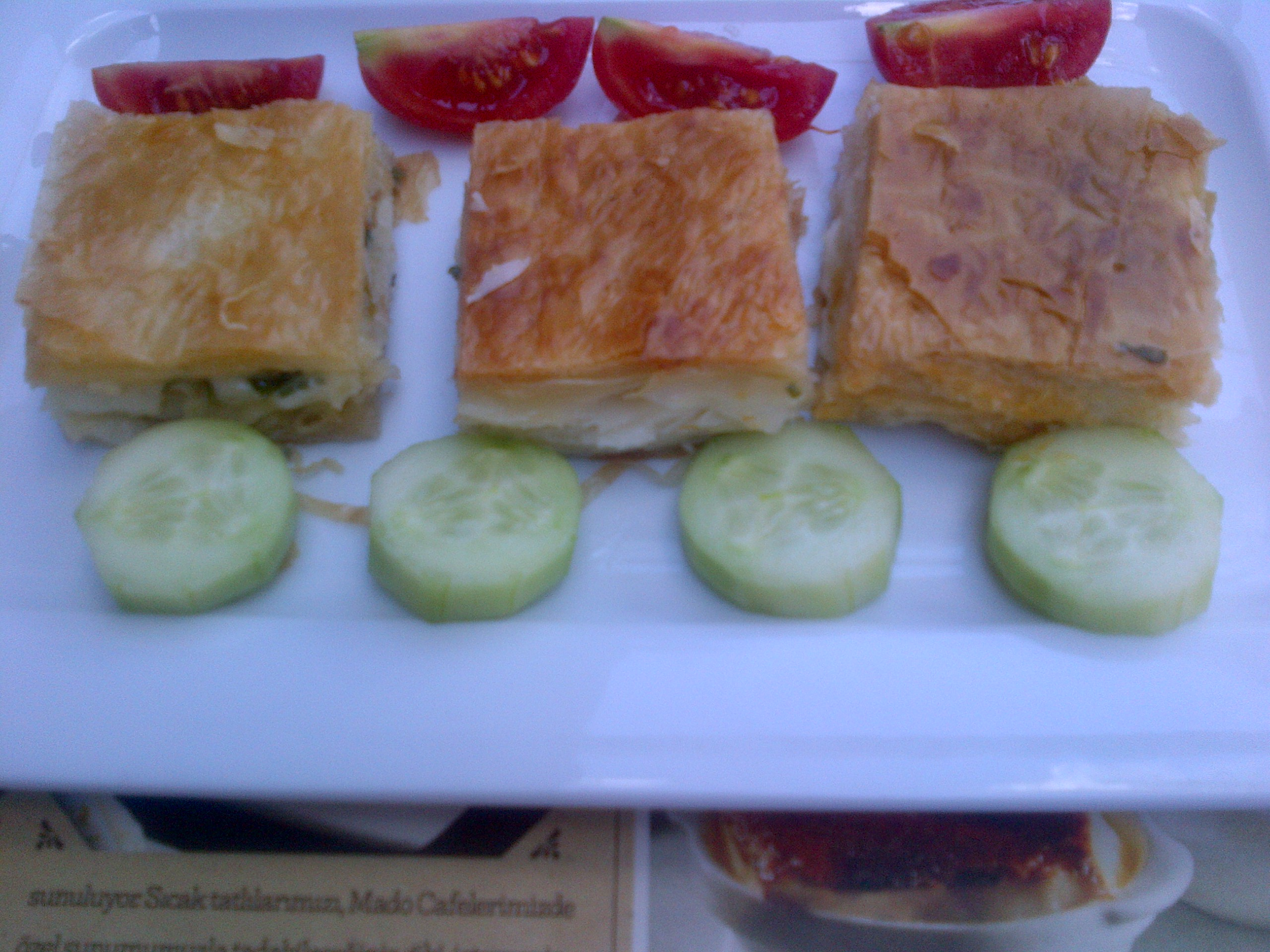
마라시 뵈레크 (튀르키예)
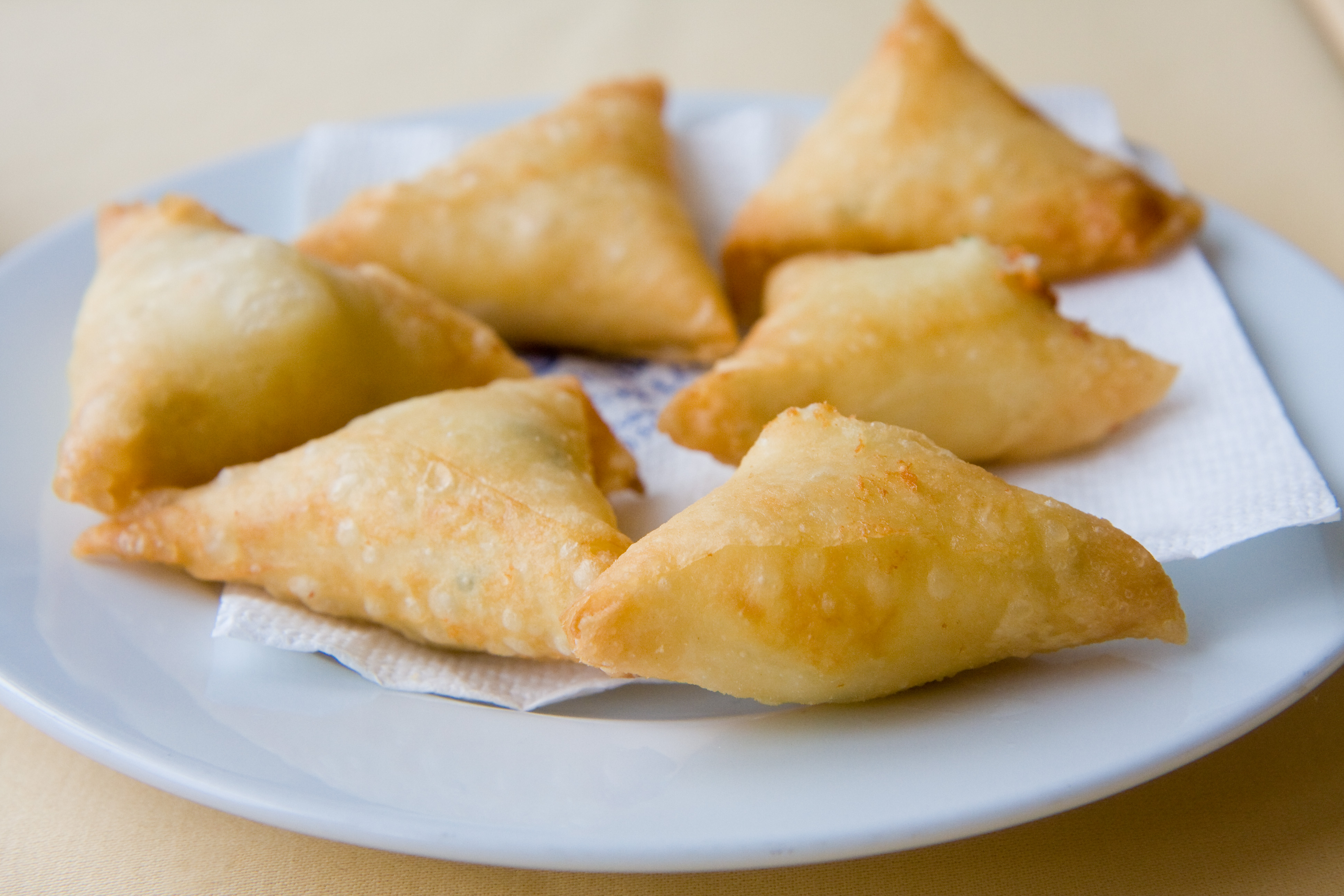
무스카 뵈레크 (튀르키예)
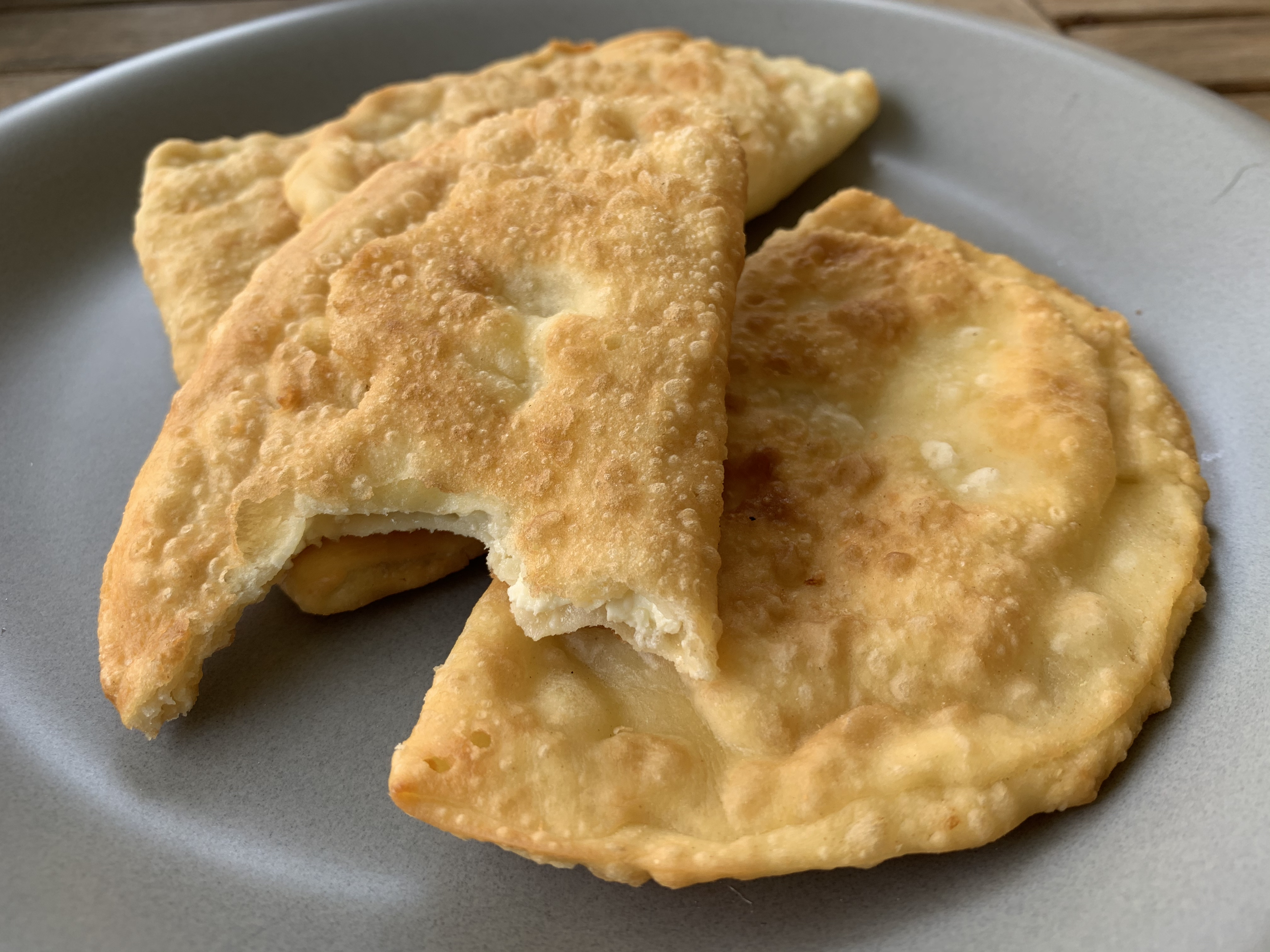
뵤레크 (아르메니아)
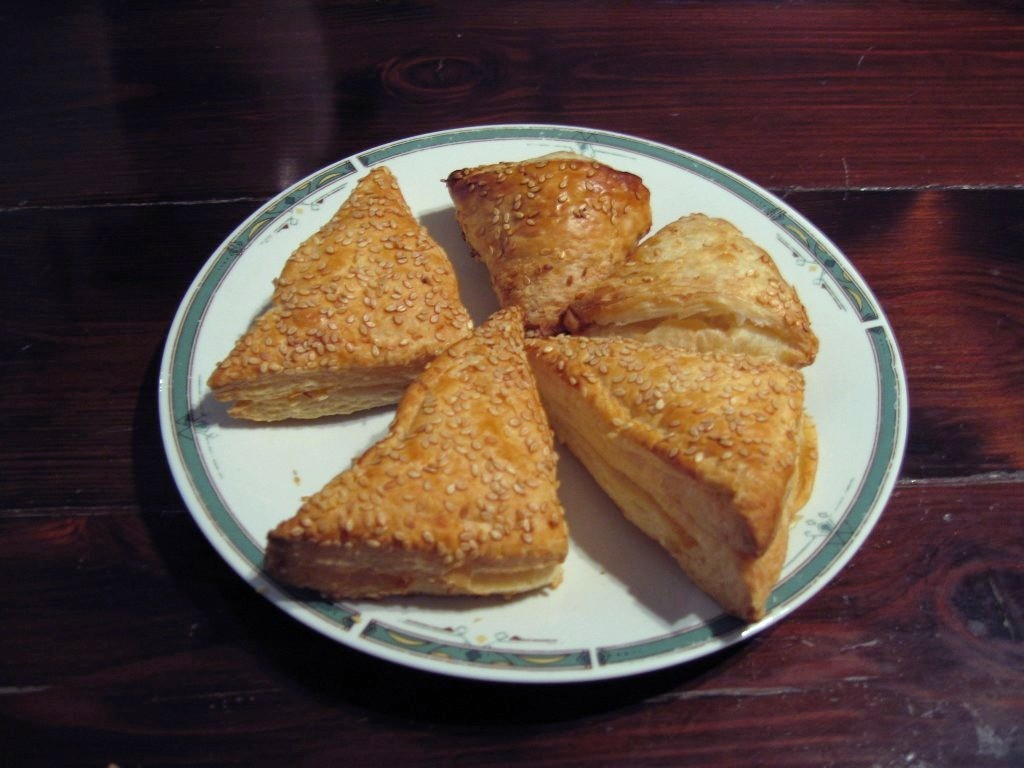
부레카스 (이스라엘)
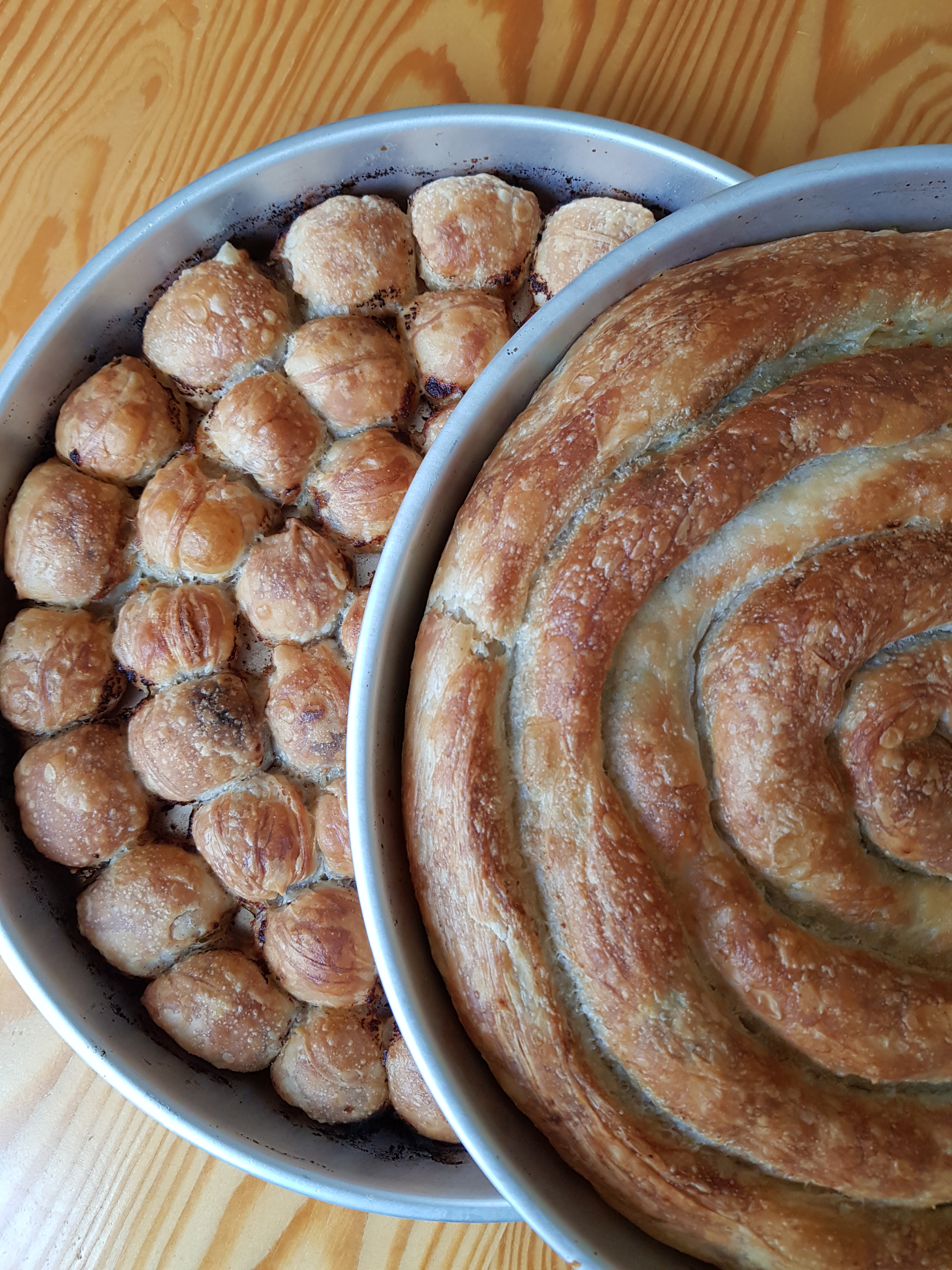
부레크 (보스니아)
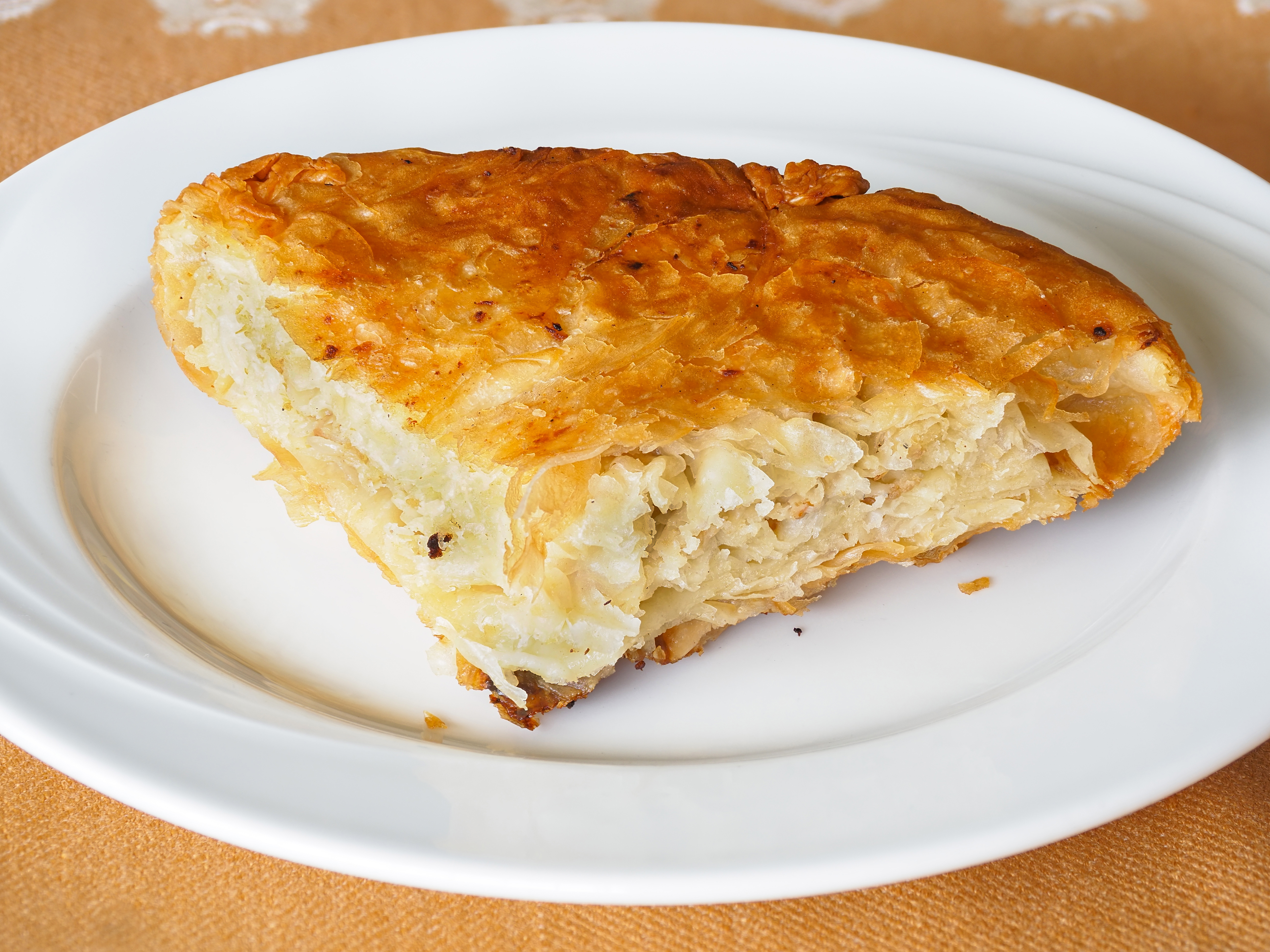
부레크 (세르비아)
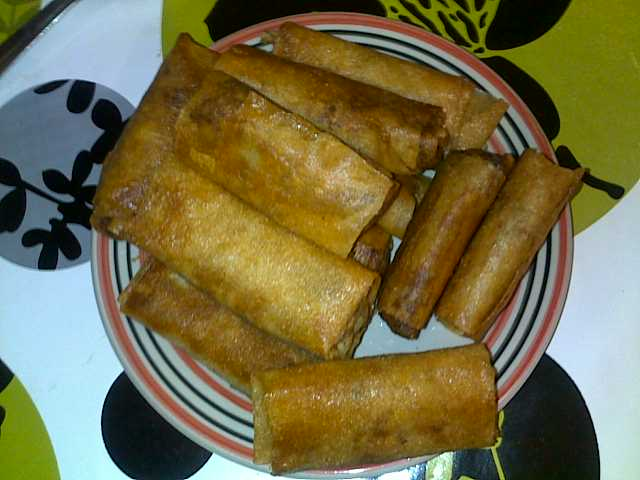
부레크 (알제리)
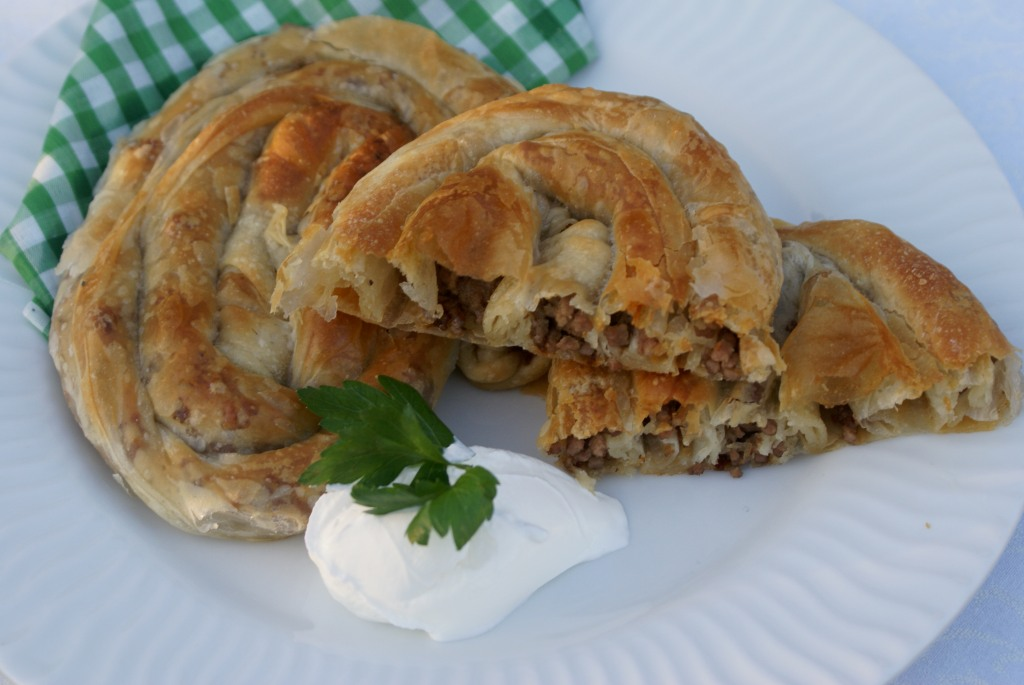
뷔레크 (알바니아)
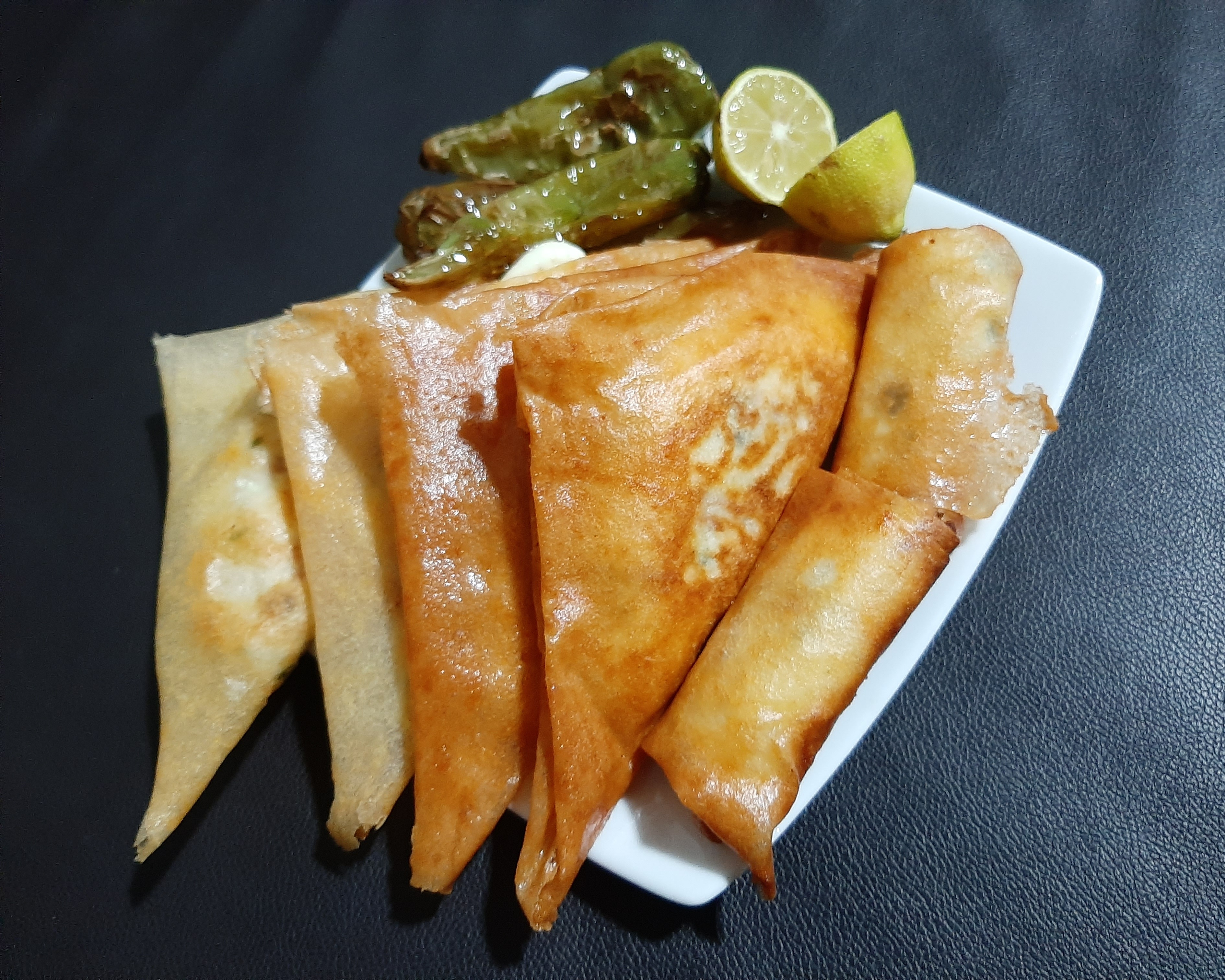
브리크 (튀니지)
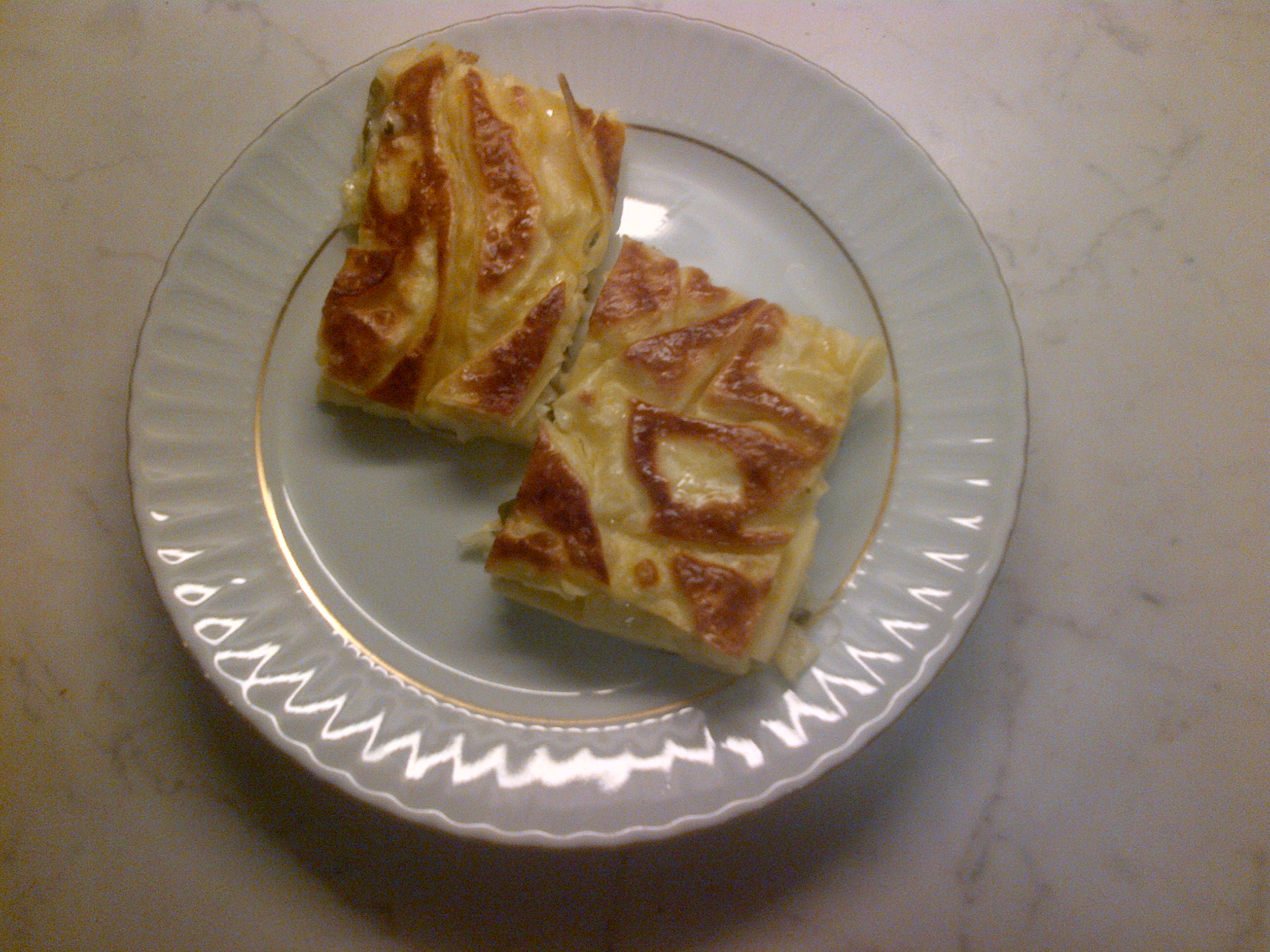
수 뵈레크 (튀르키예)
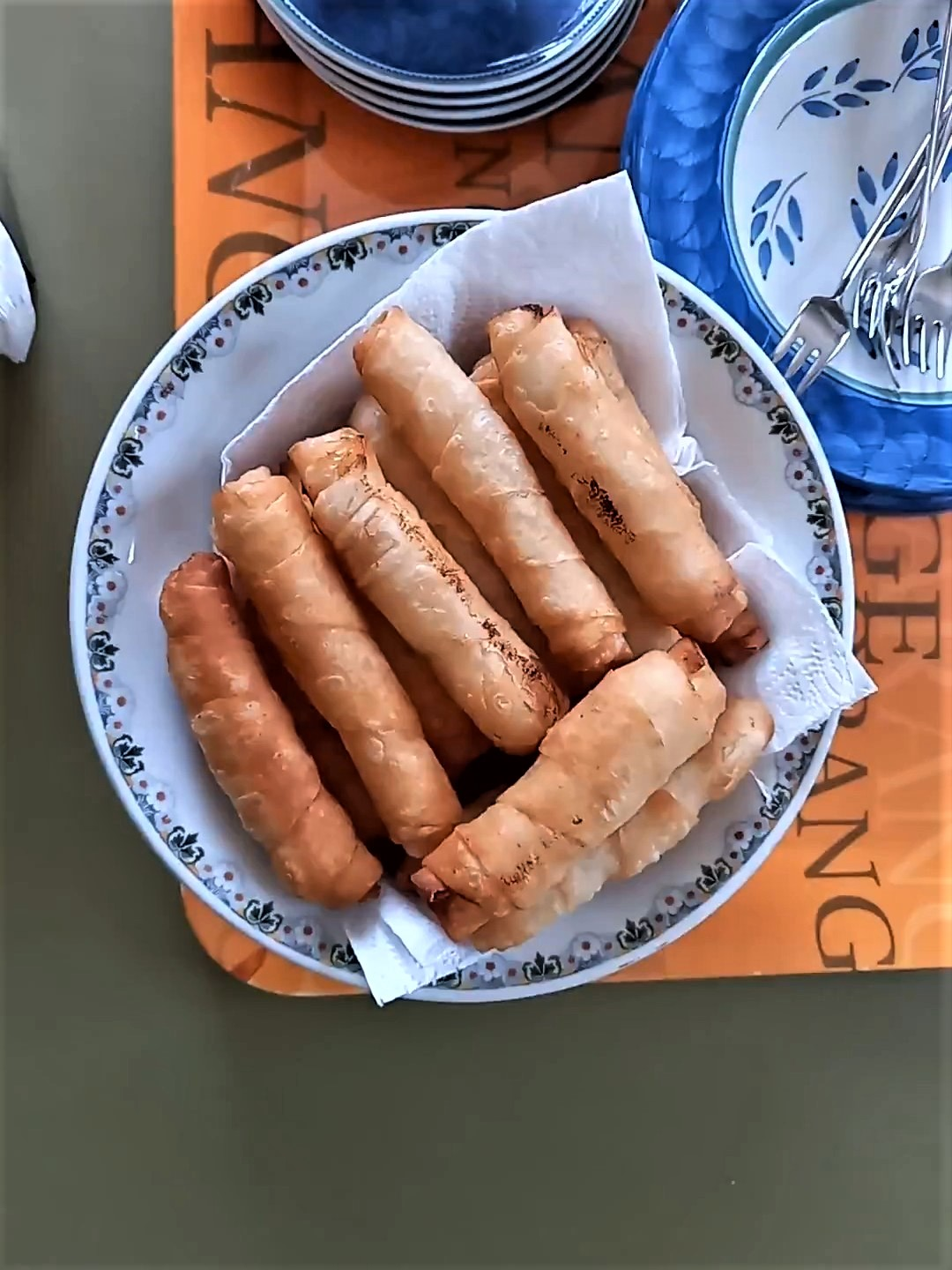
시가라 뵈레크 (튀르키예)
치베레크 (크림 타타르)
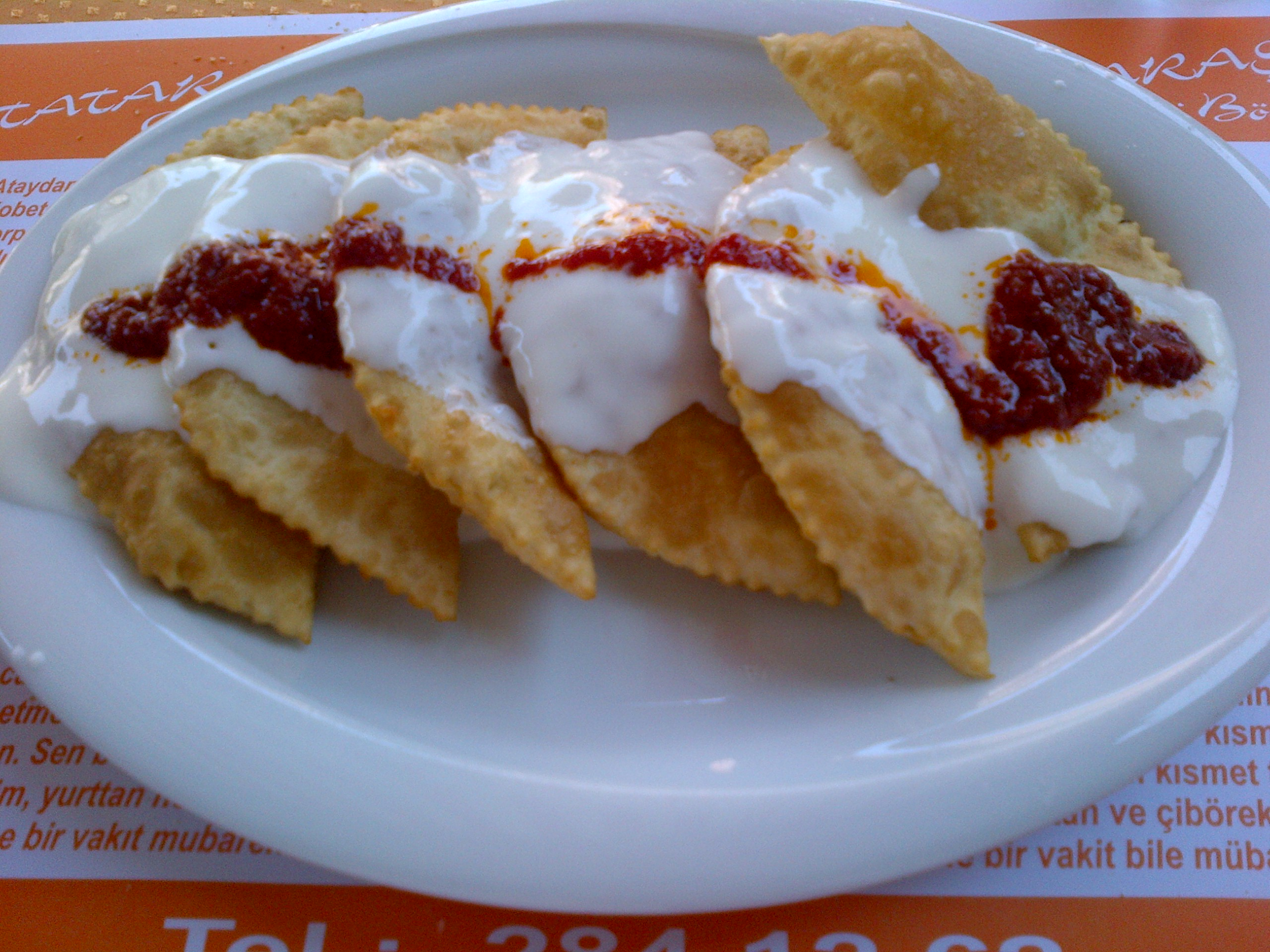
치 뵈레크 (튀르키예)
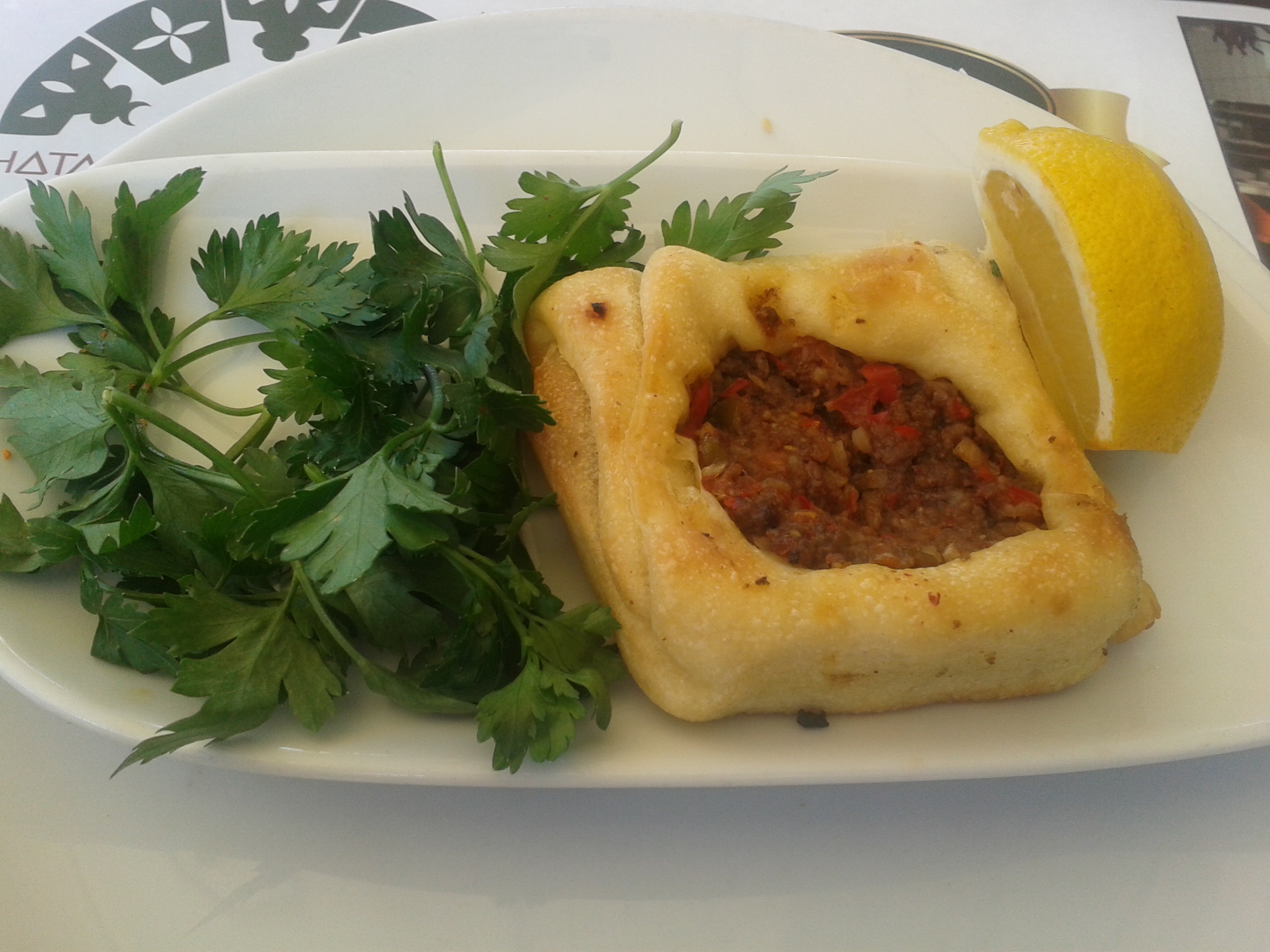
카이타즈 뵈레크 (튀르키예)
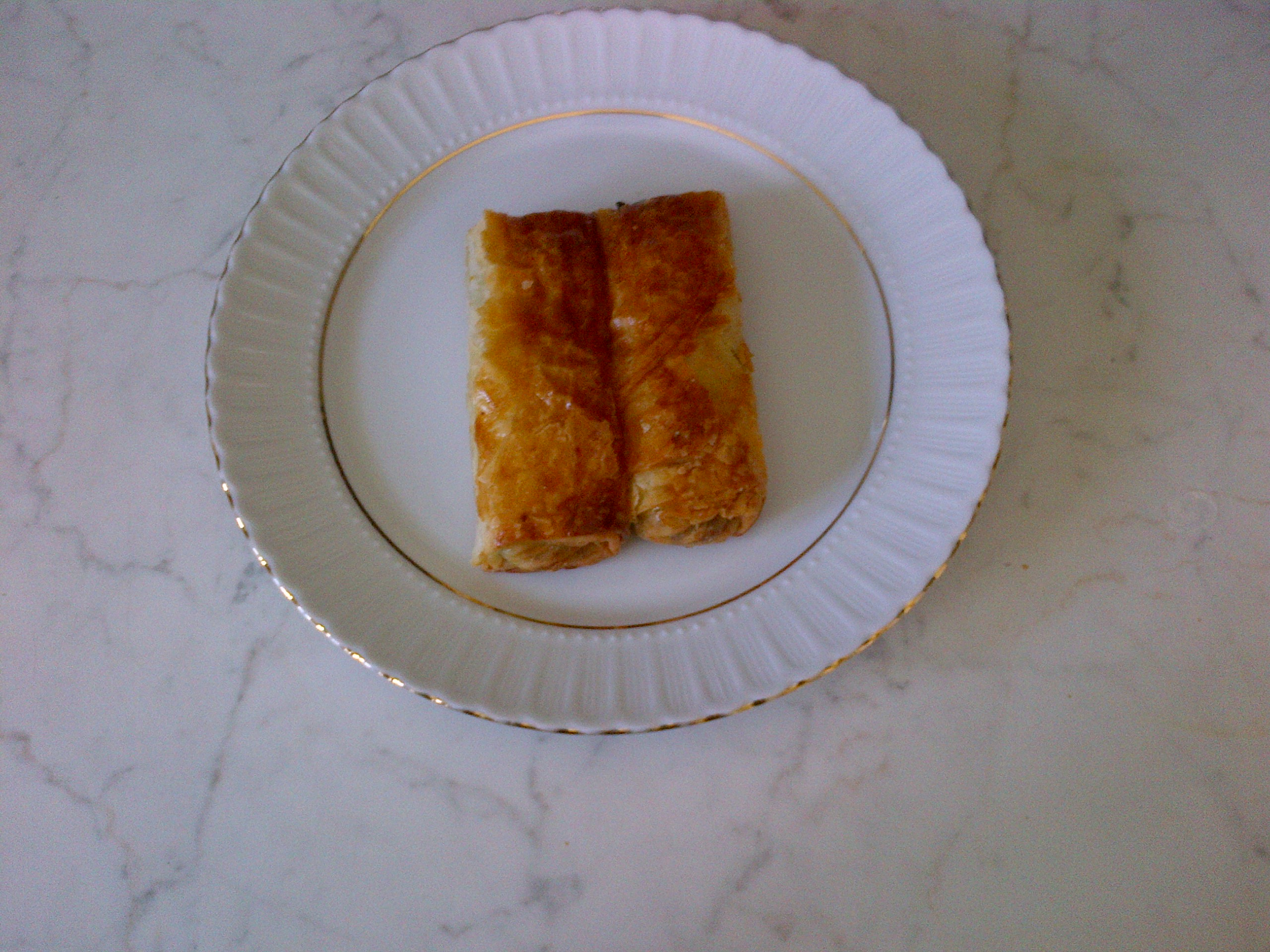
콜 뵈레크 (튀르키예)
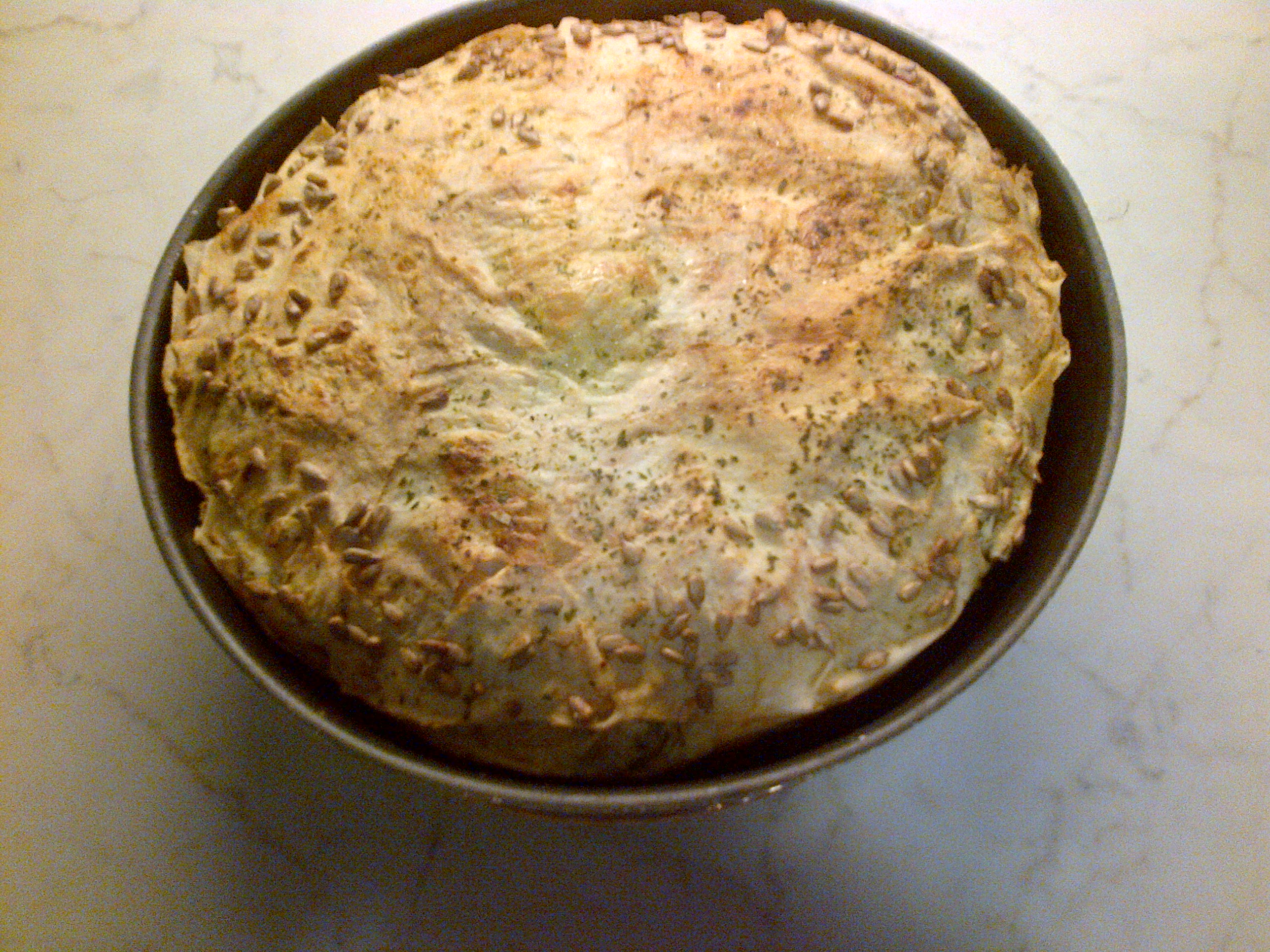
텝시 뵈레크 (튀르키예)
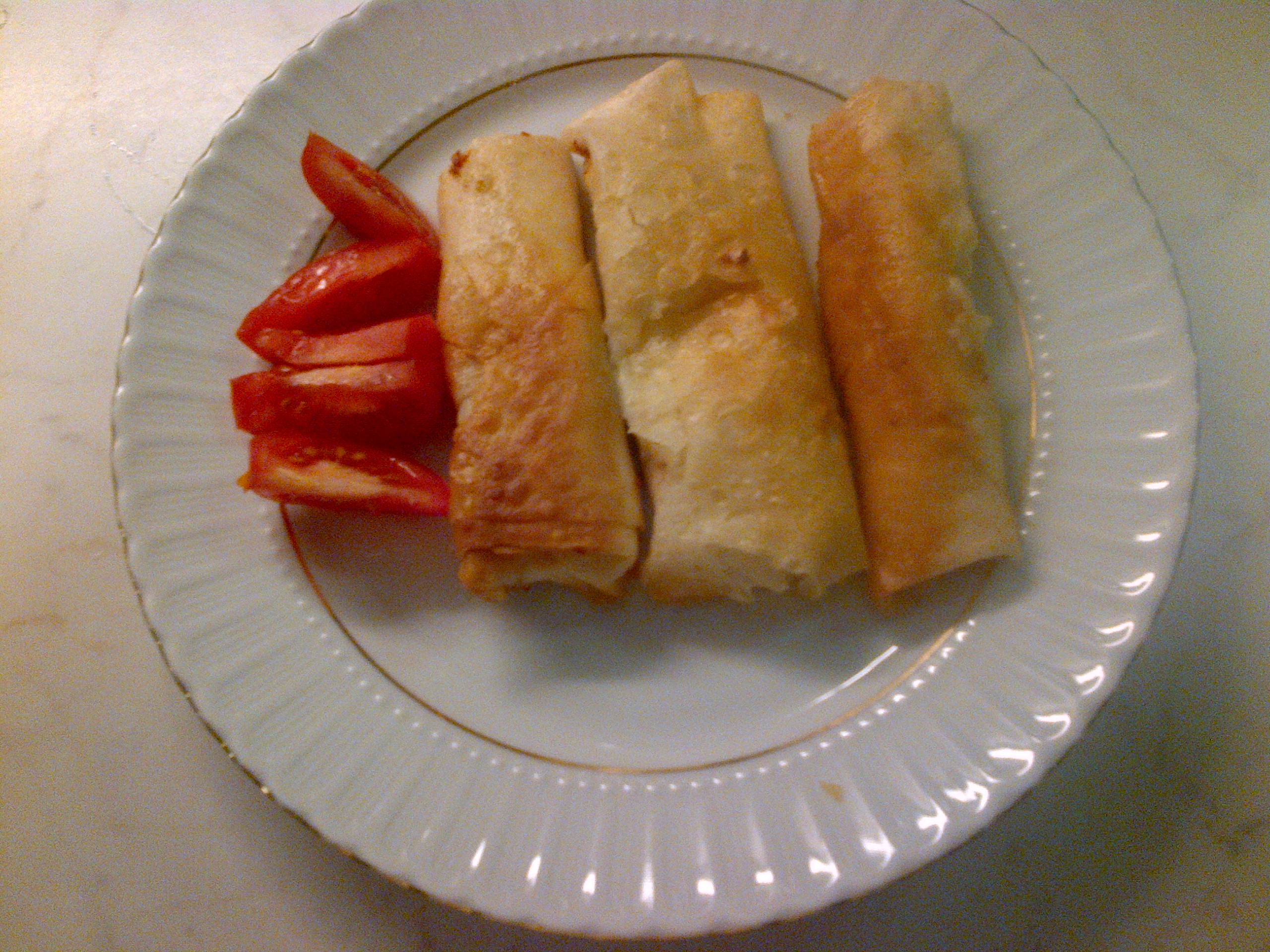
파창가 뵈레크 (튀르키예)

## 같이 보기
- 괴즐레메
- 기바니차
- 바니차
- 바스틸라
- 브리와트
- 삼사
- 스파나코피타
- 젤니크
- 찌리
- 최레크
- 티로피타
- 플러친터
- 하차푸리
- 소를 넣은 음식 목록